# Ellington (cràter)
Ellington és un cràter d'impacte en el planeta Mercuri de 216 km de diàmetre. Porta el nom del músic estatunidenc Duke Ellington (1899-1974), i el seu nom va ser aprovat per la Unió Astronòmica Internacional el 2012.